# Never Too Late (chanson de Kylie Minogue)
Singles de Kylie Minogue
Wouldn't Change a Thing
(1989) Tears on My Pillow
(1990)
Clip vidéo
[vidéo] « Never Too Late », sur YouTube
Never Too Late est une chanson de l'actrice et chanteuse australienne Kylie Minogue extraite de son deuxième album studio, intitulé Enjoy Yourself et sorti au Royaume-Uni le 9 octobre 1989.
Le 23 octobre 1989, deux semaines après la sortie de l'album, la chanson a été publiée en single. C'était le troisième single tiré de cet album.
Le single a passé deux semaines à la 4e place du hit-parade britannique.

## Composition
La chanson est écrite et produite par Mike Stock, Matt Aitken et Pete Waterman.